# Ernest Frederick I, Duce de Saxa-Hildburghausen
Ernest Frederic I, Duce de Saxa-Hildburghausen (21 august 1681 – 9 martie 1724), a fost Duce de Saxa-Hildburghausen.

## Biografie
A fost fiul cel mare al lui Ernest, Duce de Saxa-Hildburghausen și a soției acestuia, Contesa Sofia Henriette de Waldeck. A vrut, ca mulți prinți germani, să repete splendoarea de la curtea regelui Ludovic al XIV-lea al Franței în propriul său ducat însă acesta l-a dus la ruinare financiară.
Constant într-o jenă financiară, el a vândut orașe și a ridicat taxele. Printre vânzările de pe domeniul său, comitatul Cuylenburg, zestrea soției sale. Comitatul a fost vândut Statelor gemerale în 1720 pentru rambursarea datoriilor de la construirea unei grădini de la palatul său, grădină care era conectată la un canal. În 1723 comitatul a fost din nou vândut ducatului de Saxa-Meiningen. Dar vânzarea, fără acordul soției sale a fost ilegală, iar acest lucru a dus la un război cu Saxa-Meiningen. Comitatul a fost ocupat de trupe ale ambelor ducate și la sfârșitul războiului întreg comitatul a fost devastat și distrus.
Din cauza taxelor sale fiscale intolerabile, în anul 1717 a avut loc o revoltă în ducat.

### Căsătorie și copii
La Erbach, la 4 februarie 1704, Ernest Frederic s-a căsătorit cu Contesa Sofia Albertine de Erbach-Erbach. Ei au avut 14 copii:
1. Ernst Ludwig Hollandinus (n. 24 noiembrie 1704, Hildburghausen – d. 26 noiembrie 1704, Hildburghausen)
2. Sophie Amalie Elisabeth (n. 5 octombrie 1705, Hildburghausen – d. 28 februarie 1708, Hildburghausen)
3. Ernst Ludwig (n. 6 februarie 1707, Hildburghausen – d. 17 aprilie 1707, Hildburghausen)
4. Ernest Frederic al II-lea, Duce de Saxa-Hildburghausen (n. 17 decembrie 1707, Hildburghausen – d. 13 august 1745, Hildburghausen)
5. Frederick August (n. 8 mai 1709, Hildburghausen – d. 1710, Hildburghausen)
6. Ludwig Frederick (n. 11 septembrie 1710, Hildburghausen – d. 10 iunie 1759, Nimwegen); s-a căsătorit la 4 mai 1749 cu Christine Luise von Holstein-Plön. Nu au avut copii.
7. fiu (n./d. 2 august 1711, Hildburghausen)
8. fiu (n./d. 24 august 1712, Hildburghausen)
9. Elisabeth Albertine (n. 3 august 1713, Hildburghausen – d. 29 iunie 1761, Neustrelitz); s-a căsătorit 5 mai 1735 cu Karl Ludwig Frederic de Mecklenburg-Strelitz.
10. Emanuel Frederick Karl (b. Hildburghausen, 26 March 1715 – d. 29 June 1718, Hildburghausen)
11. Elisabeth Sophie (n. 13 September 1717, Hildburghausen – d. 14 October 1717, Hildburghausen)
12. fiu (n./d. 17 martie 1719, Hildburghausen)
13. Georg Frederick Wilhelm (n. 15 iulie 1720, Hildburghausen – d. 10 April 1721, Hildburghausen)
14. fiu (n./d. 15 decembrie 1721, Hildburghausen)

1. ↑  Find a Grave, accesat în 28 noiembrie 2024